# Yuca con chicharrón
La yuca con chicharrón es un plato típico de Honduras y El Salvador (parecido al viboron de Nicaragua) que para su preparación se pone a cocer la yuca con un poco de sal hasta que quede blanda.
Se prepara el chirmol picando en cuadritos y mezclando los tomates, cebolla, chile verde y chile picante, sal, pimienta y vinagre o limón.
Se pica finamente el repollo y luego se lava con agua caliente o con agua con cloro.
La yuca puede comerse tibia o caliente. Coloca pedazos en un plato y le agrega en orden: repollo,el chirmol y por último los trozos de chicharrón.
Puede hacerse también con pata de cerdo en salsa de tomate en vez del chicharrón o ambos.

## Ingredientes
- 1 yuca mediana
- 2 chicharrón

## Procedimiento
Corte la yuca en trozos grandes y sancóchelos en agua con sal y ajo. Retírelos del fuego cuando estén suaves, luego córtelos en porciones más pequeñas y fríalos. Al igual que las pepescas, fríalas a fuego lento, para que se cocinen bien.
Ralle repollo, zanahoria, cebolla y chile verde, colóquelos en agua hirviendo y déjelos reposar unos minutos, retíreles el líquido y agrégueles vinagre, sal y orégano.
Sirva la yuca caliente junto con pepescas y encurtido. También se puede preparar este plato de yuca con chicharrones. Para esto sólo sustituya la pepesca por el chicharrón de cerdo y siga las mismas instrucciones.